# Sapínovití
Sapínovití (Pomacentridae) je čeleď ryb z řádu slizouni (Blenniiformes) a historicky řazená do sběrného řádu ostnoploutvých, zahrnující mimo jiné sapíny a klauny. Jedná se téměř výhradně o mořské ryby (vzácně brakické). Sapínovití patří mezi poměrně houževnaté, převážně teritoriální živočichy. Řada z nich je výrazně zbarvených, což je činí velmi populárními v akvaristice. V čeledi bylo doposud klasifikováno 371 druhů, zahrnutých v 28 rodech.

## Rody
Rody sapínovitých:
- Abudefduf – útesník
- Acanthochromis – sapín
- Altrichthys
- Amblyglyphidodon
- Amblypomacentrus
- Amphiprion – klaun
- Azurina
- Cheiloprion
- Chromis – sapín
- Chrysiptera – sapínek
- Dascyllus – komorník
- Dischistodus
- Hemiglyphidodon
- Hypsypops
- Labrodascyllus
- Lepidozygus
- Mecaenichthys
- Microspathodon
- Neoglyphidodon
- Neopomacentrus
- Nexilosus
- Parma
- Plectroglyphidodon
- Pomacentrus – sapín
- Pomachromis
- Premnas – klaun
- Pristotis
- Stegastes
- Teixeirichthys